# Audrey Diwan
Audrey Diwan (1980) is een Frans filmregisseur, journalist, schrijfster en scenarioschrijver van Libanese afkomst.

## Biografie
Audrey Diwan studeerde journalistiek en politieke wetenschappen. Ze werkte als journalist voor het magazine Technikart en als sectie-editor bij Glamour en is freelance redacteur.
Haar eerste roman La Fabrication d'un mensonge won in 2008 de "Prix René-Fallet". In 2013 werd ze redactrice van het tijdschrift Stylist, dat ze samen met hoofdredacteur Aude Walker lanceerde. Ze is lid van het Franse Collectif 50/50 dat tot doel heeft de gelijkheid tussen vrouwen en mannen en diversiteit in de film- en audiovisuele sector te bevorderen.
Haar tweede film als regisseur, L'Événement, won de Gouden Leeuw  op het Filmfestival van Venetië 2021. Ze is de tweede Franse regisseur die deze prijs ontving. Ze was jurylid op het Internationaal filmfestival van San Sebastián 2021 en het Filmfestival van Venetië 2022.

### Persoonlijk leven
Audrey Diwan had ruim tien jaar een relatie met regisseur Cédric Jimenez. Samen kregen ze twee kinderen, respectievelijk geboren in 2007 en 2008. Ze schreef ook samen met Jimenez verschillende scenario’s, Aux yeux de tous (2012), La French (2014), HHhH (2017) en BAC Nord (2021).. Diwan en Jimenez gingen in 2018 uit elkaar. Op 29 september 2023 maakte Diwan op haar Instagram-account haar verloving bekend met producer Thibault Gast, met wie ze sinds 2021 een relatie heeft

## Filmografie (selectie)
| Jaar | Film                  | Bijdragen | Bijdragen | Opmerkingen |
| Jaar | Film                  | Regie     | Scenario  | Opmerkingen |
| ---- | --------------------- | --------- | --------- | ----------- |
| 2024 | Emmanuelle            | Afgevinkt | Afgevinkt |             |
| 2023 | L'Amour et les Forêts |           | Afgevinkt |             |
| 2021 | L'Événement           | Afgevinkt | Afgevinkt |             |
| 2020 | BAC Nord              |           | Afgevinkt |             |
| 2019 | Mais vous êtes fous   | Afgevinkt | Afgevinkt |             |
| 2018 | Ami-ami               |           | Afgevinkt |             |
| 2015 | HHhH                  |           | Afgevinkt |             |
| 2012 | La French             |           | Afgevinkt |             |
| 2012 | Le Chant des sirènes  |           | Afgevinkt | Korte film  |
| 2010 | Aux yeux de tous      |           | Afgevinkt |             |

## Prijzen en nominaties
De belangrijkste:
| Jaar | Prijs                       | Categorie            | Film                  | Uitslag     |
| ---- | --------------------------- | -------------------- | --------------------- | ----------- |
| 2024 | Césars                      | Beste bewerkt script | L'Amour et les Forêts | Gewonnen    |
| 2022 | Césars                      | Beste film           | L'Événement           | Genomineerd |
| 2022 | Césars                      | Beste regisseur      | L'Événement           | Genomineerd |
| 2022 | Césars                      | Beste bewerkt script | L'Événement           | Genomineerd |
| 2022 | Prix Lumières               | Beste film           | L'Événement           | Gewonnen    |
| 2022 | Prix Lumières               | Beste regisseur      | L'Événement           | Genomineerd |
| 2022 | British Academy Film Awards | Beste regisseur      | L'Événement           | Genomineerd |
| 2021 | Filmfestival van Venetië    | Gouden Leeuw         | L'Événement           | Gewonnen    |
| 2021 | Filmfestival van Venetië    | FIPRESCI-prijs       | L'Événement           | Gewonnen    |